# Lynda Lemay
Lynda Lemay (Portneuf, Canada, 25 juli 1966) is een zangeres uit Quebec. Zij is vooral bekend om haar verhalende, satirische en gevoelige balladen.

## Levensloop
Lemay schreef haar eerste liedje toen ze negen jaar oud was. Ze trad in de jaren tachtig na een letterkundige studie regelmatig op in theaters in Quebec, maar is sinds begin jaren negentig populair in heel de Franstalige wereld. In 1995 brak ze door in Frankrijk met het liedje La visite. In hetzelfde jaar won ze de prestigieuze prijs Sentier des Halles; in 1996 volgde de prijs Tremplin de la chanson des Hauts-de-Seine en in 2003 was ze laureaat voor de Victoires de la musique.
Lemays liedjes kenmerken zich door een grote aandacht voor de tekst; soms is de toon ironisch, soms liefderijk, soms bitter en soms hard. Muzikaal is Lemay onder andere beïnvloed door de Franse rockzanger Johnny Halliday. Ze mag Charles Aznavour onder haar bewonderaars rekenen.
Op 22 juli 2006 werd Lemay moeder van een dochter, Ruby.

## Discografie
- 1990 : Nos rêves
- 1994 : Y
- 1995 : La visite
- 1996 : Lynda Lemay
- 1998 : Lynda Lemay
- 1999 : Live
- 2000 : Du coq à l'âme
- 2000 : Un trésor dans mon jardin
- 2002 : les lettres rouges
- 2003 : les secrets des oiseaux
- 2005 : Un paradis quelque part
- 2006 : Un éternel hiver (Folk-Oper)
- 2006 : Ma Signature
- 2007 : Lynda Lemay 40/40 (DVD)
- 2008 : Allo c'est moi
- 2010 : Blessée